# 3190 Aposhanskij
3190 Aposhanskij (1978 SR6) là một tiểu hành tinh vành đai chính được phát hiện ngày 16 tháng 9 năm 1978 bởi Zhuravleva, L. ở Nauchnyj.
- Nó được đặt theo tên Vladimir Mikhailovich Aposhanskij(1910–1943), who was a soviet poet và journalist.